# Mojtyny (powiat mrągowski)
Mojtyny (niem. Moythienen) – wieś w Polsce położona w województwie warmińsko-mazurskim, w powiecie mrągowskim, w gminie Piecki. W latach 1975–1998 miejscowość należała administracyjnie do województwa olsztyńskiego.
Wieś, o układzie ulicówki, położona nad jeziorem o takiej samej nazwie (nazwa Mojtyny jest pochodzenia staropruskiego i oznacza miejsce zdrojowe). Znajduje się tutaj sklep spożywczo-przemysłowy. Niedaleko od wsi znajduje się Kolonia Mojtyny, w której znajduje się kilka gospodarstw rolniczych. 

## Części wsi
| SIMC    | Nazwa   | Rodzaj    |
| ------- | ------- | --------- |
| 0486250 | Uklanka | część wsi |

## Historia
Wieś wzmiankowana w dokumentach już w 1422 r., jako wieś czynszowa na prawie chełmińskim. Pierwszy dokument lokacyjny nie ocalał. Należy przypuszczać, że pierwszy dokument wystawiono w II połowie XIV w. zachował się drugi dokument lokacyjny. w szestneńskich księgach urzędowych widnieje pod nazwą Moten. Wystawcą aktu lokacyjnego był Fritz Locken, zarządca Szestna w latach 1466-1482.  Dokument lokacyjny Mojtyn wystawiono po drugim pokoju toruńskim (1466), w latach 1470-1480. 
W 1662 r. wieś liczyła 23 włóki. W 1815 r. we wsi było 30 domów ze 155 mieszkańcami. W 1838 r. odnotowano 29 domów i 159 mieszkańców.
Gospodarstwa domowe i rolne  w Mojtynach w roku 1848
| Imię i nazwisko    | Areał ziemi | Areał ziemi | Areał ziemi | Konie | Krowy | Owce | Owce | Świnie |
| Imię i nazwisko    | Włóki       | Morgi       | Morgi       | Konie | Krowy | Owce | Owce | Świnie |
| Johann Willan      | 1           | 10          | 10          | 2     | 1     | 7    | 7    | 4      |
| Andreas Hank       | --          | 13          | 13          | --    | 1     | 3    | 3    | --     |
| Johann Lumma       | --          | 26          | 26          | 2     | --    | 4    | 4    | --     |
| Carl Pallasch      | --          | 26          | 26          | 2     | --    | 4    | 4    | --     |
| Johann Waschke     | --          | 26          | 26          | 2     | --    | 4    | 4    | --     |
| Friedrich Losch    | 1           | 23          | 23          | 3     | 1     | 4    | 4    | 2      |
| Jacob Kiparski     | 1           | 23          | 23          | 3     | 1     | 4    | 4    | 2      |
| Johann Eichel      | 1           | 23          | 23          | 3     | 1     | 4    | 4    | 2      |
| Christoph Bloch    | 1           | 16          | 16          | 3     | 1     | 4    | 4    | --     |
| Wilhelm Will       | 1           | --          | --          | 3     | 1     | 4    | 4    | --     |
| Gottlieb Gemballa  | 1           | 10          | 10          | 3     | 1     | 4    | 4    | --     |
| Frantz Matzkowski  | --          | --          | 26          | 2     | 1     | 1    | 4    | --     |
| Wilhelm Guszewski  | 1           | 1           | 23          | 3     | 1     | 1    | 4    | 1      |
| Johann Jewski      | 1           | 1           | 10          | 2     | --    | --   | 3    | --     |
| Michael Dopatka    | --          | --          | 13          | --    | --    | --   | --   | --     |
| Wilhelm Berlsch    | --          | --          | --          | --    | --    | --   | --   | --     |
| Wilhelm Mathusek   | --          | --          | --          | --    | --    | --   | --   | --     |
| Wilhelm Komorowski | --          | --          | --          | --    | --    | --   | --   | --     |
| Wilhelm Broderek   | --          | --          | --          | --    | --    | --   | --   | --     |
| Carl Krosta        | --          | --          | --          | --    | --    | --   | --   | --     |
| Fridrich Fanela    | --          | --          | --          | --    | --    | --   | --   | --     |
| Wilhelm Olbrisch   | --          | --          | --          | --    | --    | --   | --   | --     |

W 1888 r. powstała we wsi szkoła jednoklasowa. W 1935 r. uczęszczało do niej 28 dzieci. W tym czasie Mojtyny należały do parafii w Nawiadach.
W latach 70. XX w. do sołectwa Mojtyny należała osada Uklanka (niem. Uklanken, od 1938 r. Erbmühle).